# Санто Тодаро (Вибо Валенција)
Санто Тодаро је насеље у Италији у округу Вибо Валенција, региону Калабрија.
Према процени из 2011. у насељу је живело 184 становника. Насеље се налази на надморској висини од 624 м.